# Luton Town Football Club 2023-2024
Questa voce raccoglie le informazioni riguardanti il Luton Town Football Club nelle competizioni ufficiali della stagione 2023-2024.

## Maglie e divise
| Casa | Trasferta |

## Rosa
Aggiornata al 5 dicembre 2023
| N. |                         | Ruolo | Calciatore                    |
| -- | ----------------------- | ----- | ----------------------------- |
| 1  | Inghilterra (bandiera)  | P     | James Shea                    |
| 2  | Inghilterra (bandiera)  | D     | Gabriel Osho                  |
| 3  | Inghilterra (bandiera)  | D     | Dan Potts                     |
| 4  | Galles (bandiera)       | D     | Tom Lockyer                   |
| 5  | Danimarca (bandiera)    | D     | Mads Juel Andersen (capitano) |
| 6  | Inghilterra (bandiera)  | C     | Ross Barkley                  |
| 7  | Irlanda (bandiera)      | A     | Chiedozie Ogbene              |
| 8  | Inghilterra (bandiera)  | C     | Luke Berry                    |
| 9  | Inghilterra (bandiera)  | A     | Carlton Morris                |
| 10 | Inghilterra (bandiera)  | A     | Cauley Woodrow                |
| 11 | Inghilterra (bandiera)  | A     | Elijah Adebayo                |
| 12 | Burkina Faso (bandiera) | D     | Issa Kaboré                   |
| 13 | Zimbabwe (bandiera)     | C     | Marvelous Nakamba             |

| N. |                         | Ruolo | Calciatore           |
| -- | ----------------------- | ----- | -------------------- |
| 14 | Paesi Bassi (bandiera)  | A     | Tahith Chong         |
| 15 | Inghilterra (bandiera)  | D     | Teden Mengi          |
| 16 | Inghilterra (bandiera)  | D     | Reece Burke          |
| 17 | RD del Congo (bandiera) | C     | Pelly Ruddock Mpanzu |
| 18 | Inghilterra (bandiera)  | C     | Jordan Clark         |
| 19 | Scozia (bandiera)       | C     | Jacob Brown          |
| 23 | Paesi Bassi (bandiera)  | P     | Tim Krul             |
| 24 | Belgio (bandiera)       | P     | Thomas Kaminski      |
| 26 | Inghilterra (bandiera)  | D     | Ryan Giles           |
| 28 | Belgio (bandiera)       | C     | Albert Sambi Lokonga |
| 29 | Giamaica (bandiera)     | D     | Amari'i Bell         |
| 30 | Inghilterra (bandiera)  | C     | Andros Townsend      |
| 45 | Inghilterra (bandiera)  | C     | Alfie Doughty        |

## Risultati

### Premier League

#### Girone di andata
| Arbitro: | Coote |

|                                                            |           |                   |
| March 36’ João Pedro 71’ (rig.) Adingra 85’ Ferguson 90+5’ | Marcatori | 81’ (rig.) Morris |

| Arbitro: | Peter Bankes |

|             |           |                               |
| Adebayo 84’ | Marcatori | 45+2’ Foster 85’ Bruun Larsen |

| Arbitro: | Jomes |

|                               |           |  |
| Sterling 17’, 68’ Jackson 75’ | Marcatori |  |

| Arbitro: | Paul Tierney |

|                |           |                     |
| Andersen 90+2’ | Marcatori | 37’ Bowen 85’ Zouma |

| Arbitro: | Michael Salisbury |

|              |           |  |
| Vinícius 65’ | Marcatori |  |

| Arbitro: | Josh Smith |

|            |           |                |
| Morris 65’ | Marcatori | 50’ Pedro Neto |

| Arbitro: | Anthony Taylor |

|                   |           |                        |
| Calvert-Lewin 41’ | Marcatori | 24’ Lockyer 31’ Morris |

| Arbitro: | Brooks |

|  |           |                |
|  | Marcatori | 52’ Van de Ven |

| Arbitro: | Samuel Barrott |

|               |           |                          |
| Wood 48’, 76’ | Marcatori | 83’ Ogbene 90+2’ Adebayo |

| Arbitro: | Brooks |

|                                         |           |                     |
| McGinn 17’ Diaby 49’ Lockyer 62’ (aut.) | Marcatori | 83’ (aut.) Martínez |

| Arbitro: | Madley |

|           |           |            |
| Chong 80’ | Marcatori | 90+5’ Díaz |

| Arbitro: | Scott |

|              |           |  |
| Lindelöf 59’ | Marcatori |  |

| Arbitro: | Gillett |

|                     |           |           |
| Mengi 72’ Brown 83’ | Marcatori | 74’ Olise |

| Arbitro: | Taylor |

|                                 |           |           |
| Maupay 49’ Mee 56’ Baptiste 81’ | Marcatori | 76’ Brown |

| Arbitro: | Barrott |

|                                  |           |                                                         |
| Osho 25’ Adebayo 49’ Barkley 57’ | Marcatori | 20’ Martinelli 45’ Gabriel Jesus 60’ Havertz 90+7’ Rice |

| Arbitro: | Robinson |

|               |           |                                 |
| Adebayo 45+2’ | Marcatori | 62’ Bernardo Silva 65’ Grealish |

| Arbitro: | Allison |

|                                           |           |                                   |
| Solanke 50’ Zabarnyi 62’ Semenyo 64’, 83’ | Marcatori | 9’ Chong 31’ Ogbene 45+1’ Barkley |

| Arbitro: | England |

|              |           |  |
| Townsend 25’ | Marcatori |  |

| Arbitro: | Allison |

|                              |           |                                                        |
| McBurnie 61’ Ahmedhodžić 69’ | Marcatori | 17’ Doughty 77’ (aut.) Robinson 81’ (aut.) Ben Slimane |

#### Girone di ritorno
| Arbitro: | Tierney |

|                         |           |                             |
| Barkley 80’ Adebayo 87’ | Marcatori | 12’, 70’ Palmer 37’ Madueke |

| Arbitro: | Harrington |

|             |           |              |
| Amdouni 36’ | Marcatori | 90+2’ Morris |

| Arbitro: | R. Jones |

|                                |           |  |
| Adebayo 1’, 42’, 56’ Ogbene 3’ | Marcatori |  |

| Arbitro: | Bramall |

|                                           |           |                                                    |
| Longstaff 7’, 23’ Trippier 67’ Barnes 73’ | Marcatori | 21’ Osho 40’ Barkley 59’ (rig.) Morris 62’ Adebayo |

| Arbitro: | Kavanagh |

|                   |           |                                             |
| Morris 52’ (rig.) | Marcatori | 30’ Archer 36’ (rig.) McAtee 72’ Vini Souza |

| Arbitro: | Coote |

|            |           |                |
| Morris 14’ | Marcatori | 1’, 7’ Højlund |

| Arbitro: | Madley |

|                                                |           |            |
| Van Dijk 56’ Gakpo 58’ L. Díaz 71’ Elliott 90’ | Marcatori | 12’ Ogbene |

| Arbitro: | Oliver |

|                      |           |                            |
| Chong 66’ Morris 72’ | Marcatori | 24’, 38’ Watkins 89’ Digne |

| Arbitro: | Gill |

|            |           |               |
| Mateta 11’ | Marcatori | 90+6’ Woodrow |

| Arbitro: | England |

|           |           |          |
| Berry 89’ | Marcatori | 34’ Wood |

| Arbitro: | Gillett |

|                           |           |          |
| Kaboré 51’ (aut.) Son 86’ | Marcatori | 3’ Chong |

| Arbitro: | Pawson |

|                                  |           |  |
| Ødegaard 24’ Hashioka 44’ (aut.) | Marcatori |  |

| Arbitro: | Madley |

|                         |           |               |
| J. Clark 73’ Morris 90’ | Marcatori | 52’ Tavernier |

| Arbitro: | Brooks |

|                                                                           |           |             |
| Hashioka 2’ (aut.) Kovačić 64’ Haaland 76’ (rig.) Doku 87’ Gvardiol 90+3’ | Marcatori | 81’ Barkley |

| Arbitro: | Gillett |

|             |           |                                                          |
| Berry 90+2’ | Marcatori | 24’, 45+1’ Wissa 62’ Pinnock 64’ Lewis-Potter 86’ Schade |

| Arbitro: | Coote |

|                    |           |            |
| Hwang 39’ Toti 50’ | Marcatori | 80’ Morris |

| Arbitro: | T. Robinson |

|             |           |                   |
| Adebayo 31’ | Marcatori | 24’ Calvert-Lewin |

| Arbitro: | Oliver |

|                                       |           |            |
| Ward-Prowse 54’ Souček 66’ Earthy 77’ | Marcatori | 6’ Lokonga |

| Arbitro: | Donohue |

|                                 |           |                                                |
| Morris 45+1’ (rig.) Doughty 55’ | Marcatori | 43’ A. Traoré 45+3’, 49’ R. Jiménez 68’ Wilson |

### FA Cup

#### Terzo turno
| Luton 7 gennaio 2024, ore 14:00 WET Terzo turno | Luton Town | 0 – 0 referto | Bolton | Kenilworth Road (10 739 spett.)\| Arbitro: \| Madley \| |
| Arbitro:                                        | Madley     |               |        |                                                         |

| Arbitro: | Bramall |

|             |           |                      |
| Charles 11’ | Marcatori | 15’ Chong 58’ Ogbene |

#### Quarto turno
| Arbitro: | Hooper |

|              |           |                                    |
| Harrison 55’ | Marcatori | 39’ (aut.) Mykolenko 90+6’ Woodrow |

##### Quinto turno
| Arbitro: | Taylor |

|                |           |                                            |
| Clark 45’, 52’ | Marcatori | 3’, 18’, 40’, 55’, 58’ Haaland 72’ Kovačić |

### English Football League Cup
| Arbitro: | Simpson |

|                                  |           |                        |
| Brown 2’ Doughty 28’ Woodrow 66’ | Marcatori | 55’ Clarke 88’ Nichols |

| Arbitro: | Bell |

|              |           |  |
| Mitchell 83’ | Marcatori |  |

## Statistiche finali

### Statistiche di squadra
| Competizione   | Punti | In casa | In casa | In casa | In casa | In casa | In casa | In trasferta | In trasferta | In trasferta | In trasferta | In trasferta | In trasferta | Totale | Totale | Totale | Totale | Totale | Totale | DR  |
| Competizione   | Punti | G       | V       | N       | P       | Gf      | Gs      | G            | V            | N            | P            | Gf           | Gs           | G      | V      | N      | P      | Gf     | Gs     | DR  |
| -------------- | ----- | ------- | ------- | ------- | ------- | ------- | ------- | ------------ | ------------ | ------------ | ------------ | ------------ | ------------ | ------ | ------ | ------ | ------ | ------ | ------ | --- |
| Premier League | 26    | 19      | 4       | 4       | 11      | 28      | 37      | 19           | 2            | 4            | 13           | 24           | 48           | 38     | 6      | 8      | 24     | 52     | 85     | -33 |
| FA Cup         |       | 2       | 0       | 1       | 1       | 2       | 6       | 2            | 2            | 0            | 0            | 4            | 2            | 4      | 2      | 1      | 1      | 6      | 8      | -2  |
| League Cup     | -     | 1       | 1       | 0       | 0       | 3       | 2       | 1            | 0            | 0            | 1            | 0            | 1            | 2      | 1      | 0      | 1      | 3      | 3      | 0   |
| Totale         | -     | 22      | 5       | 5       | 12      | 33      | 45      | 22           | 3            | 4            | 15           | 28           | 51           | 44     | 9      | 9      | 26     | 61     | 96     | -35 |

### Andamento in campionato
| Giornata  | 1  | 2  | 3  | 4  | 5  | 6  | 7  | 8  | 9  | 10 | 11 | 12 | 13 | 14 | 15 | 16 | 17 | 18 | 19 | 20 | 21 | 22 | 23 | 24 | 25 | 26 | 27 | 28 | 29 | 30 | 31 | 32 | 33 | 34 | 35 | 36 | 37 | 38 |
| --------- | -- | -- | -- | -- | -- | -- | -- | -- | -- | -- | -- | -- | -- | -- | -- | -- | -- | -- | -- | -- | -- | -- | -- | -- | -- | -- | -- | -- | -- | -- | -- | -- | -- | -- | -- | -- | -- | -- |
| Luogo     | T  | C  | T  | C  | T  | C  | T  | C  | T  | T  | C  | T  | C  | T  | C  | C  | T  | C  | T  | C  | T  | C  | T  | C  | C  | T  | C  | T  | C  | T  | T  | C  | T  | C  | T  | C  | T  | C  |
| Risultato | P  | P  | P  | P  | P  | N  | V  | P  | N  | P  | N  | P  | V  | P  | P  | P  | P  | V  | V  | P  | N  | V  | N  | P  | P  | P  | P  | N  | N  | P  | P  | V  | P  | P  | P  | N  | P  | P  |
| Posizione | 18 | 17 | 19 | 19 | 20 | 18 | 17 | 17 | 17 | 17 | 17 | 17 | 17 | 17 | 18 | 18 | 18 | 18 | 18 | 18 | 18 | 17 | 17 | 17 | 18 | 18 | 18 | 18 | 18 | 18 | 18 | 18 | 18 | 18 | 18 | 18 | 18 | 18 |

Legenda:

Luogo: C = Casa; T = Trasferta. Risultato: V = Vittoria; N = Pareggio; P = Sconfitta.